# هيثر هاربر
هيثر هاربر (بالإنجليزية: Heather Harper)‏ (و. 1930  م – 22 أبريل 2019) هي مغنية، ومغنية أوبرا أيرلندية، ولدت في بلفاست.

## التعليم
تعلمت في معهد الثالوث لابان للموسيقى والرقص ‏.

## جوائز
حصلت على جوائز منها:
- جائزة المنافسة العامة [الإنجليزية]‏ (1946)
- قائد الفنون والآداب

## روابط خارجية
- هيثر هاربر على موقع IMDb (الإنجليزية)
- هيثر هاربر على موقع ميوزك برينز (الإنجليزية)
- هيثر هاربر على موقع أول ميوزيك (الإنجليزية)
- هيثر هاربر على موقع ديسكوغز (الإنجليزية)